# Carl Sigman
Pour les articles homonymes, voir Sigman.
Carl Sigman, né le 24 septembre 1909 à Brooklyn et mort le 26 septembre 2000 à Manhasset, est un poète et parolier américain.

## Biographie
Né en 1909 à Brooklyn, il fait des études de droit, mais se dirige vers une carrière artistique.
En 1942 il est mobilisé lors de la guerre en Europe, et est décoré pour son courage.
Compositeur de nombreuses chansons, il est inscrit en 1972 dans le Songwriter Hall of fame.
Il meurt dans sa maison de Manhasset en 2000 à l'âge de 91 ans.

## Compositions
Il a travaillé dans le domaine du Jazz, en particulier pour Duke Ellington ou Glenn Miller, mais aussi dans la chanson par exemple pour Gilbert Bécaud (paroles anglaises de la chanson Et maintenant).
Il écrit aussi pour Andy Williams (Music From Across The Way), Elvis Presley (Fool), et Frank Sinatra (The Saddest Thing Of All).
Dans les années 1950, sa composition My Heart Cries For You a été organisée pour deux accordéons avec un ensemble de jazz de John Serry Sr. et enregistrée sur Dot Records (Squeeze Play, Dot Records # DLP-3024, 1956).
Un de ses plus grands succès est la chanson Where Do I Begin?, thème du film Love Story sur la musique de Francis Lai en 1970.